# Sebastian Köber
Sebastian Köber (n. 28 mai 1979, Frankfurt (Oder), Frankfurt (Oder) District⁠(d), RDG) este un boxer german, medaliat olimpic. A participat la 2 ediții ale Jocurilor Olimpice (2000, 2004) în care a câștigat o medalie de bronz.